# Brongniartia minutifolia
Brongniartia minutifolia är en ärtväxtart som beskrevs av Sereno Watson. Brongniartia minutifolia ingår i släktet Brongniartia och familjen ärtväxter. Inga underarter finns listade i Catalogue of Life.